# Sergi Duch i Vidal
Sergi Duch i Vidal   (22 de maig de 2001) és un jugador d'hoquei sobre patins català que exerceix com a capità del Finques Prats Lleida de l'OK Lliga, el club esportiu en què ha jugat tota la vida i on és també coordinador dels equips base.

## Palmarés
- Copa de la WSE (2020-21)[4]